# 追分站 (三重縣)
追分站（日语：／ Oiwake eki */?）位於三重縣四日市市追分三丁目，是四日市明日狹軌鐵道內部線的車站。

## 歴史
- 1922年（大正11年）6月21日 - 作為三重鐵道的車站開通[1]。
- 1944年（昭和19年）2月11日 - 会社合併，成為三重交通的車站[1]。
- 1964年（昭和39年）2月1日 - 三重交通將鉄道事業分離讓渡，該站成為三重電氣鐵道的車站[1]。
- 1965年（昭和40年）4月1日 - 会社合併，成為近畿日本鐵道的車站[1]。
- 2015年（平成27年）4月1日 - 車站移交給四日市明日狹軌鐵道，車站設施為四日市市所有。

## 車站構造
為單式1面1線的地面車站。往內部方向和往明日狹軌四日市方向使用同一站台。
屬於明日狹軌四日市站管理的無人車站。站內有自動售票機，提供售票服務。

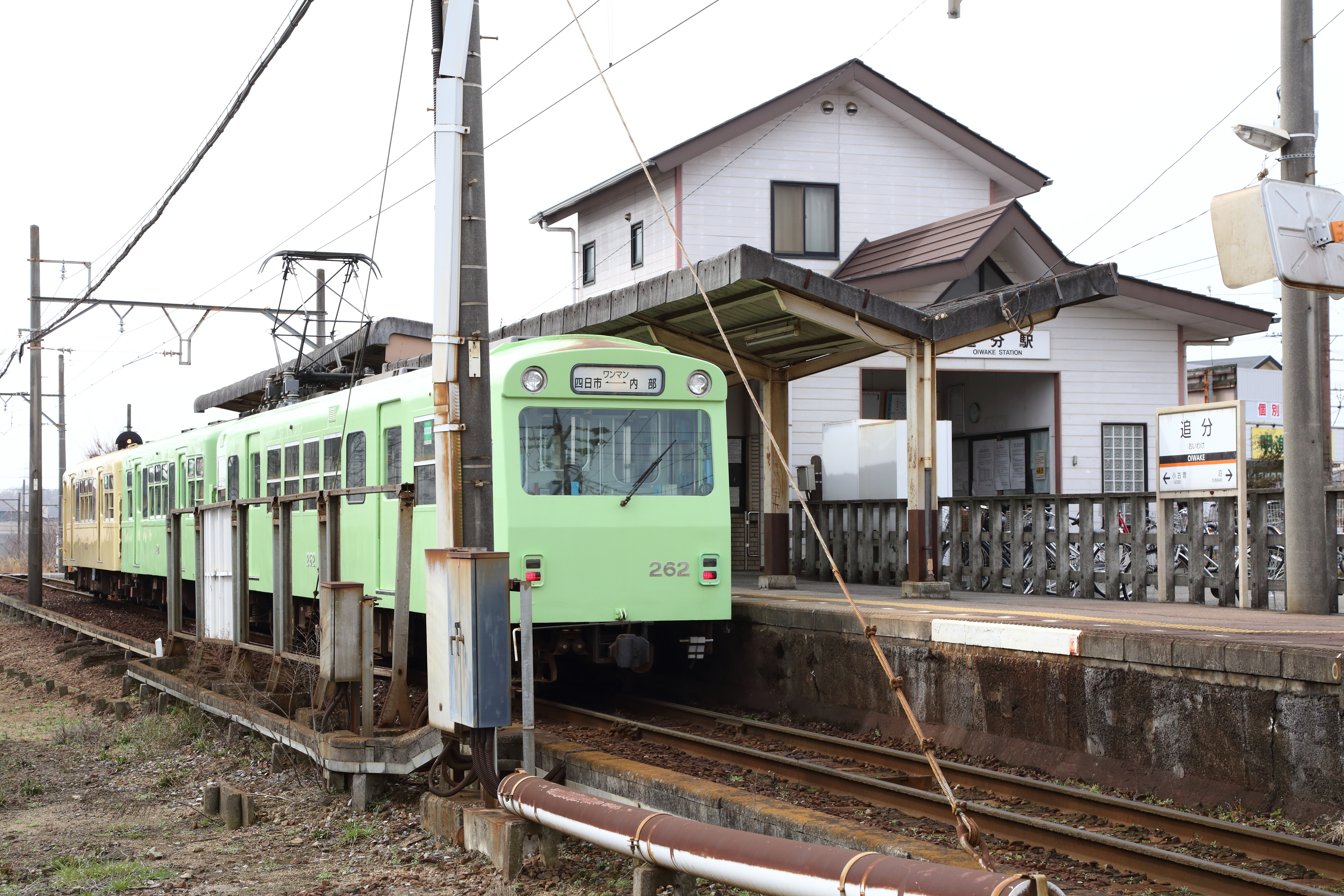
站台、站房與停經列車
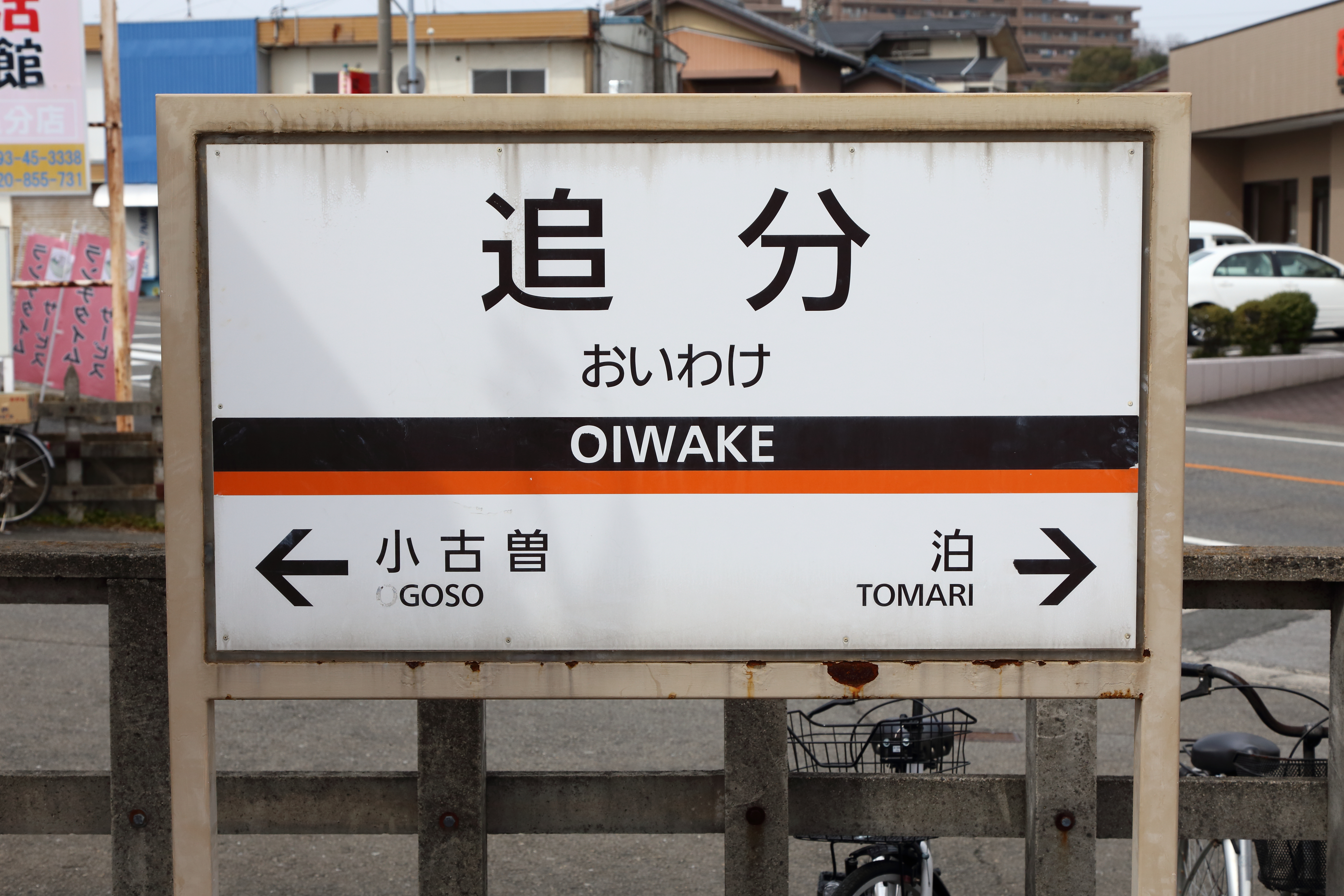
近鐵管理時期站名標（2015年2月24日）

## 利用狀況
根據“三重縣統計書”，該站1日平均上下車人次如下：
| 年度               | 一日平均 上下車人次 |
| ------------------ | ------------------- |
| 1997年（平成9年）  | 1,201               |
| 1998年（平成10年） | 1,194               |
| 1999年（平成11年） | 1,147               |
| 2000年（平成12年） | 1,141               |
| 2001年（平成13年） | 1,034               |
| 2002年（平成14年） | 991                 |
| 2003年（平成15年） | 957                 |
| 2004年（平成16年） | 927                 |
| 2005年（平成17年） | 913                 |
| 2006年（平成18年） | 858                 |
| 2007年（平成19年） | 823                 |
| 2008年（平成20年） | 773                 |
| 2009年（平成21年） | 703                 |
| 2010年（平成22年） | 662                 |
| 2011年（平成23年） | 622                 |
| 2012年（平成24年） | 585                 |
| 2013年（平成25年） | 569                 |
| 2014年（平成26年） | 552                 |
| 2015年（平成27年） | 377                 |
| 2016年（平成28年） | 396                 |
| 2017年（平成29年） | 376                 |

## 車站周邊

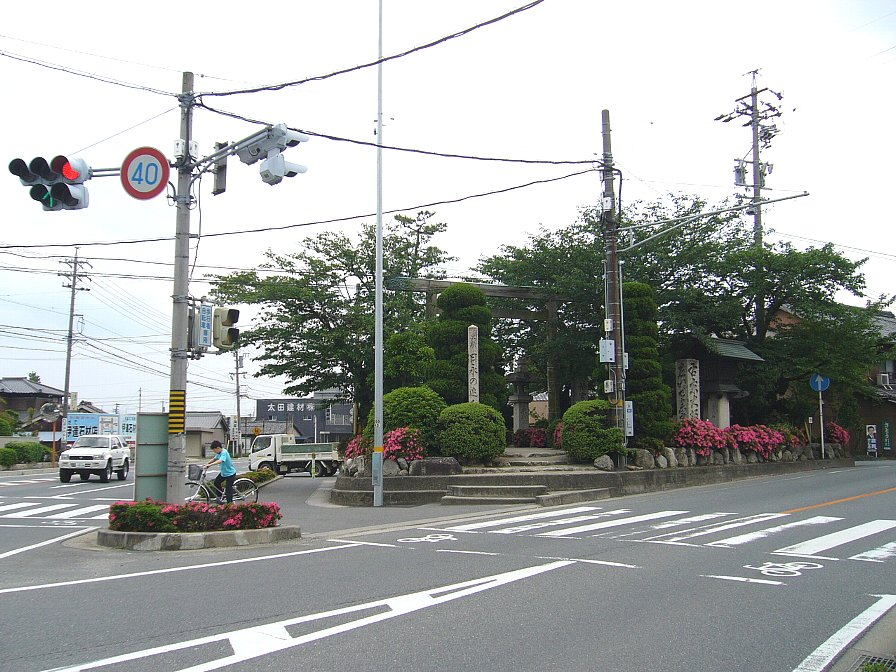
日永追分

- 日永追分（日语：日永の追分）（舊東海道與参宮街道的分界）
- 海星中学校及高等学校
- 四日市市立南中学校（日语：四日市市立南中学校）
- 百五銀行（日语：百五銀行）追分支店

## 巴士
- 三重交通
  - 追分站前
    - 51系統 和無田改善中心（經過內部站前）
    - 53系統 平田町站（經過内部站前）
    - 51・53系統 近鐵四日市

## 相鄰車站
四日市明日狹軌鐵道
内部線
泊－追分－小古曾

## 脚注
1. 1 2 3 4  曽根悟（監修）. . 週刊朝日百科. 2号 近畿日本鉄道 1. 朝日新聞出版. 2010-08-22: 18–23. ISBN 978-4-02-340132-7.